# Wayne Cashman
Wayne John Cashman, född 24 juni 1945, är en kanadensisk före detta ishockeytränare och professionell ishockeyspelare som tillbringade 17 säsonger i den nordamerikanska ishockeyligan National Hockey League (NHL), där han spelade för ishockeyorganisationen Boston Bruins. Han producerade 793 poäng (277 mål och 516 assists) samt drog på sig 1 041 utvisningsminuter på 1 027 grundspelsmatcher. Cashman har även spelat på lägre nivåer för Hershey Bears i American Hockey League (AHL), Oklahoma City Blazers i Central Professional Hockey League (CPHL) och Oshawa Generals i OHA-Jr.
Han vann två Stanley Cup med Bruins för säsongerna 1969-1970 och 1971-1972.
Efter sin aktiva spelarkarriär var Cashman assisterande tränare för New York Rangers, Tampa Bay Lightning, San Jose Sharks, Philadelphia Flyers och Bruins mellan 1987 och 2006, med inhopp som tränare för Flyers och Pensacola Ice Pilots (ECHL) under säsongerna 1997-1998 respektive 2000-2001.

## Statistik
| 1962–1963      | Oshawa Generals       | OHA-Jr.        | 1    | 0   | 1   | 1   | 0    | —   | —  | —  | —  | —   |
| 1963–1964      | Oshawa Generals       | OHA-Jr.        | 27   | 9   | 12  | 21  | 37   | 6   | 2  | 2  | 4  | 15  |
| 1964–1965      | Boston Bruins         | NHL            | 1    | 0   | 0   | 0   | 0    | —   | —  | —  | —  | —   |
|                | Oshawa Generals       | OHA-Jr.        | 55   | 27  | 46  | 73  | 104  | 6   | 3  | 2  | 5  | 11  |
| 1965–1966      | Oshawa Generals       | OHA-Jr.        | 48   | 26  | 44  | 70  | 98   | 17  | 15 | 20 | 35 | 21  |
| 1966–1967      | Oklahoma City Blazers | CPHL           | 70   | 20  | 36  | 56  | 98   | —   | —  | —  | —  | —   |
| 1967–1968      | Boston Bruins         | NHL            | 12   | 0   | 4   | 4   | 2    | 1   | 0  | 0  | 0  | 0   |
|                | Oklahoma City Blazers | CPHL           | 42   | 21  | 30  | 51  | 66   | —   | —  | —  | —  | —   |
| 1968–1969      | Boston Bruins         | NHL            | 51   | 8   | 23  | 31  | 49   | 6   | 0  | 1  | 1  | 0   |
|                | Hershey Bears         | AHL            | 21   | 6   | 9   | 15  | 30   | —   | —  | —  | —  | —   |
| 1969–1970      | Boston Bruins         | NHL            | 70   | 9   | 26  | 35  | 79   | 14  | 5  | 4  | 9  | 50  |
| 1970–1971      | Boston Bruins         | NHL            | 77   | 21  | 58  | 79  | 100  | 7   | 3  | 2  | 5  | 15  |
| 1971–1972      | Boston Bruins         | NHL            | 74   | 23  | 29  | 52  | 103  | 15  | 4  | 7  | 11 | 42  |
| 1972–1973      | Boston Bruins         | NHL            | 76   | 29  | 39  | 68  | 100  | 5   | 1  | 1  | 2  | 4   |
| 1973–1974      | Boston Bruins         | NHL            | 78   | 30  | 59  | 89  | 111  | 16  | 5  | 9  | 14 | 46  |
| 1974–1975      | Boston Bruins         | NHL            | 42   | 11  | 22  | 33  | 24   | 1   | 0  | 2  | 2  | 0   |
| 1975–1976      | Boston Bruins         | NHL            | 80   | 28  | 43  | 71  | 87   | 11  | 1  | 5  | 6  | 16  |
| 1976–1977      | Boston Bruins         | NHL            | 65   | 15  | 37  | 52  | 76   | 14  | 1  | 8  | 9  | 18  |
| 1977–1978      | Boston Bruins         | NHL            | 76   | 24  | 38  | 62  | 69   | 15  | 4  | 6  | 10 | 13  |
| 1978–1979      | Boston Bruins         | NHL            | 75   | 27  | 40  | 67  | 63   | 10  | 4  | 5  | 9  | 8   |
| 1979–1980      | Boston Bruins         | NHL            | 44   | 11  | 21  | 32  | 19   | 10  | 3  | 3  | 6  | 32  |
| 1980–1981      | Boston Bruins         | NHL            | 77   | 25  | 35  | 60  | 80   | 3   | 0  | 1  | 1  | 0   |
| 1981–1982      | Boston Bruins         | NHL            | 64   | 12  | 31  | 43  | 59   | 9   | 0  | 2  | 2  | 6   |
| 1982–1983      | Boston Bruins         | NHL            | 65   | 4   | 11  | 15  | 20   | 8   | 0  | 1  | 1  | 0   |
| NHL totalt     | NHL totalt            | NHL totalt     | 1027 | 277 | 516 | 793 | 1041 | 145 | 31 | 57 | 88 | 250 |
| AHL totalt     | AHL totalt            | AHL totalt     | 21   | 6   | 9   | 15  | 30   | —   | —  | —  | —  | —   |
| CPHL totalt    | CPHL totalt           | CPHL totalt    | 112  | 41  | 66  | 107 | 164  | —   | —  | —  | —  | —   |
| OHA-Jr. totalt | OHA-Jr. totalt        | OHA-Jr. totalt | 131  | 62  | 103 | 165 | 239  | 29  | 20 | 24 | 44 | 47  |